# Mistrzostwa Europy w Boksie 2002
XXXIV Mistrzostwa Europy w Boksie (mężczyzn) odbyły się w dniach 12–21 lipca 2002 w Permie. Walczono w dwunastu kategoriach wagowych. Startowało 233 uczestników z 38 państw, w tym ośmiu reprezentantów Polski.

## Medaliści

### Waga papierowa
| Złoto                  | Srebro                   | Brąz                                         |
| ---------------------- | ------------------------ | -------------------------------------------- |
| Siergiej Kazakow Rosja | Veaceslav Gojan Mołdawia | Sorin Tănăsie Rumunia · Rudolf Dydi Słowacja |

### Waga musza
| Złoto                    | Srebro                          | Brąz                                             |
| ------------------------ | ------------------------------- | ------------------------------------------------ |
| Gieorgij Bałakszyn Rosja | Aleksandyr Aleksandrow Bułgaria | Jérôme Thomas Francja · Igor Samojlenko Mołdawia |

### Waga kogucia
| Złoto                     | Srebro                  | Brąz                                            |
| ------------------------- | ----------------------- | ----------------------------------------------- |
| Chawazi Chacygow Białoruś | Giennadij Kowalow Rosja | Waldemar Cucereanu Rumunia · Ali Hallab Francja |

### Waga piórkowa
| Złoto                      | Srebro                    | Brąz                                                 |
| -------------------------- | ------------------------- | ---------------------------------------------------- |
| Raimkul Małachbiekow Rosja | Şahin İmranov Azerbejdżan | Viorel Simion Rumunia · Konstantine Kupatadze Gruzja |

### Waga lekka
| Złoto                   | Srebro                   | Brąz                                          |
| ----------------------- | ------------------------ | --------------------------------------------- |
| Aleksandr Maletin Rosja | Boris Georgijew Bułgaria | Selçuk Aydın Turcja · Michele di Rocco Włochy |

### Waga lekkopółśrednia
| Złoto                       | Srebro              | Brąz                                              |
| --------------------------- | ------------------- | ------------------------------------------------- |
| Dimitar Sztilianow Bułgaria | Willy Blain Francja | Dmitrij Pawluczenkow Rosja · Brunet Zamora Włochy |

### Waga półśrednia
| Złoto                | Srebro                    | Brąz                                         |
| -------------------- | ------------------------- | -------------------------------------------- |
| Timur Gajdałow Rosja | Aleksander Bokało Ukraina | Dorel Simion Rumunia · Sebastian Zbik Niemcy |

### Waga lekkośrednia
| Złoto                | Srebro                 | Brąz                                         |
| -------------------- | ---------------------- | -------------------------------------------- |
| Andriej Miszyn Rosja | Lukas Wilaschek Niemcy | Marian Simion Rumunia · Ivan Gaivan Mołdawia |

### Waga średnia
| Złoto                | Srebro               | Brąz                                              |
| -------------------- | -------------------- | ------------------------------------------------- |
| Ołeh Maszkin Ukraina | Károly Balzsay Węgry | Jani Rauhala Finlandia · Mamadou Diambang Francja |

### Waga półciężka
| Złoto              | Srebro            | Brąz                                       |
| ------------------ | ----------------- | ------------------------------------------ |
| Michaił Gała Rosja | John Dovi Francja | Wiktor Pierun Ukraina · István Szücs Węgry |

### Waga ciężka
| Złoto                      | Srebro                     | Brąz                                            |
| -------------------------- | -------------------------- | ----------------------------------------------- |
| Jewgienij Makarienko Rosja | Wiaczesław Użelkow Ukraina | Wiktar Zujeu Białoruś · Marat Towmasjan Armenia |

### Waga superciężka
| Złoto                     | Srebro                    | Brąz                                            |
| ------------------------- | ------------------------- | ----------------------------------------------- |
| Aleksandr Powietkin Rosja | Roberto Cammarelle Włochy | Sebastian Köber Niemcy · Artiom Carikow Ukraina |

## Występy Polaków
- Andrzej Liczik (waga kogucia) przegrał pierwszą walkę w eliminacjach z Laszą Oczigawą (Gruzja)
- Krzysztof Szot (waga piórkowa) przegrał pierwszą walkę w eliminacjach z Thomasem Pappem (Niemcy)
- Artur Bojanowski (waga lekkopółśrednia) wygrał w eliminacjach z Ionem Ionuțem (Rumunia) i Ali Ahraoui (Niemcy), a w ćwierćfinale przegrał z Brunetem Zamorą (Włochy)
- Mariusz Cendrowski (waga półśrednia) wygrał z Vilmosem Balogiem (Węgry), a w ćwierćfinale przegrał z Sebastianem Zbikiem (Niemcy)
- Mirosław Nowosada (waga lekkośrednia) przegrał pierwszą walkę w eliminacjach ze Bülentem Ulusoyem (Turcja)
- Piotr Wilczewski (waga średnia) wygrał w eliminacjach z Eduardem Gutknechtem (Niemcy), a w ćwierćfinale przegrał z Jani Rauhalą (Finlandia)
- Aleksy Kuziemski (waga półciężka) wygrał w eliminacjach z Musalmim Imadem (Izrael), a w ćwierćfinale przegrał z Johnem Dovim (Francja)
- Grzegorz Kiełsa (waga superciężka) wygrał w eliminacjach z Mehdim Aouichim (Francja), a w ćwierćfinale przegrał z Artiomem Carikowem (Ukraina)